# Umami
Umami is een van oorsprong Japans woord dat 'heerlijkheid' of 'hartig' betekent; het is een van de vijf basissmaken, samen met  zout, zoet, zuur en bitter. Ook metaal wordt als smaak genoemd, maar dit is geen basissmaak.
Uit onderzoek, gepubliceerd in 1909, is gebleken dat de mens een vijfde smaak heeft, die gevoelig is voor glutamaat, een van de twintig proteïnogene aminozuren. Glutamaat wordt ook als smaakversterker gebruikt in de vorm van het additief mononatriumglutamaat of van natuurlijke bronnen zoals champignons en tomaat. Het is in veel kant-en-klare etenswaren evenals zoute snacks en bouillonblokjes, te vinden. Over het effect ervan op de andere smaken is weinig bekend. Umami verhoogt de speekselafscheiding en versterkt de zoute en zoete smaken. Umami komt van nature in veel etenswaren voor die vrij veel glutamaat bevatten, zoals tomaten, champignons, vlees, erwten, belegen kaas en zeewier.
In 2002 werd aangetoond dat op de tong een specifieke aminozuurgevoelige receptor aanwezig is. Inmiddels zijn er meer van dergelijke receptoren aangetoond die alle bijdragen aan de smaakbeleving van umami.